# Teja Oblak
Teja Oblak (ur. 20 grudnia 1990 w Kranju) – słoweńska koszykarka, występująca na pozycji rozgrywającej, reprezentantka kraju, od 2018 zawodniczka USK Praga.
Jest starszą siostrą piłkarza – Jana Oblaka.

## Osiągnięcia
Stan na 9 maja 2023, na podstawie, o ile nie zaznaczono inaczej.

### Drużynowe
- Mistrzyni:
  - Ligi Kobiet Europy Wschodniej (2017)
  - Słowenii (2010–2013)[3][4][5][6]
  - Słowacji (2015–2017)[7][8][9]
  - Czech (2019–2023)[10][11][12][13][14]
  - II ligi słoweńskiej (2005)
- Wicemistrzyni:
  - Węgier (2018)[15]
  - Polski (2014)[16]
- 3. miejsce w Eurolidze (2019)
- 4. miejsce w Eurolidze (2022, 2023)
- Zdobywczyni pucharu:
  - Słowenii (2011–2013)[4][5][6]
  - Słowacji (2015, 2016)[7][8]
  - Węgier (2018)[15]
  - Czech (2021)[12]
- Finalistka pucharu:
  - Słowenii (2010)[3]
  - Polski (2014)[16]
  - Słowacji (2017)[9]
- Uczestniczka międzynarodowych rozgrywek:
  - Euroligi (2013–2016, od 2017)
  - Eurocup (2015–2018)

### Indywidualne
(* – nagrody przyznane przez portal eurobasket.com)
- MVP:
  - sezonu ligi*:
    - słoweńskiej (2011)[4]
    - słowackiej (2016, 2017)[8][9]

  - finałów ligi czeskiej (2022)*[13]
  - Pucharu Słowenii (2011, 2012)
- Najlepsza zawodniczka*:
  - krajowa ligi słoweńskiej (2011)[4]
  - defensywna ligi słoweńskiej (2011)[4]
  - występująca na pozycji obronnej ligi:
    - słoweńskiej (2011, 2012)[4][5]
    - słowackiej (2016)[8]
- Zaliczona do*:
  - I składu:
    - ligi:
      - słoweńskiej (2011, 2012)[4][5]
      - słowackiej (2016, 2017)[8][9]

    - zawodniczek krajowych ligi słoweńskiej (2011, 2012)[4][5]
    - defensywnego ligi słoweńskiej (2011, 2012)[4][5]
    - najlepszych nowo przybyłych zawodniczek ligi słoweńskiej (2006)[17]

  - II składu ligi czeskiej (2021, 2023)[12][14]
  - składu honorable mention ligi:
    - słowackiej (2015)[7]
    - węgierskiej (2018)[15]
    - czeskiej (2019, 2020, 2022)[10][11][13]
- Uczestniczka meczu gwiazd ligi słoweńskiej (2007, 2011, 2012)[18][4][5]
- Liderka:
  - strzelczyń ligi:
    - adriatyckiej (2012)
    - słoweńskiej (2009 – 19,7, 2011 – 20,1)[19][4]
    - słowackiej (2016 – 15,1)[8]

  - w asystach ligi:
    - słoweńskiej (2011 – 5,2, 2012 – 5)[4][5]
    - słowackiej (2017 – 4,6)[9]
    - czeskiej (2019 – 4,9, 2020 – 5,3, 2021 – 6,5)[10][11][12]

### Reprezentacja

#### Seniorska
- Uczestniczka:
  - mistrzostw Europy:
    - 2017 – 14. miejsce, 2019 – 10. miejsce, 2021 – 10. miejsce
    - dywizji B (2009, 2011)

  - kwalifikacji do Eurobasketu (2013, 2015, 2017, 2019, 2021, 2023)

#### Młodzieżowe
- Brązowa medalistka mistrzostw Europy U–18 dywizji B (2008)
- Uczestniczka mistrzostw Europy Dywizji B:
  - U–18 (2007, 2008)
  - U–16 (2005 – 7. miejsce, 2006)